# Cronologia istorică a Bucureștiului
Aceasta este o cronologie istorică a Bucureștiului.

## Evenimente

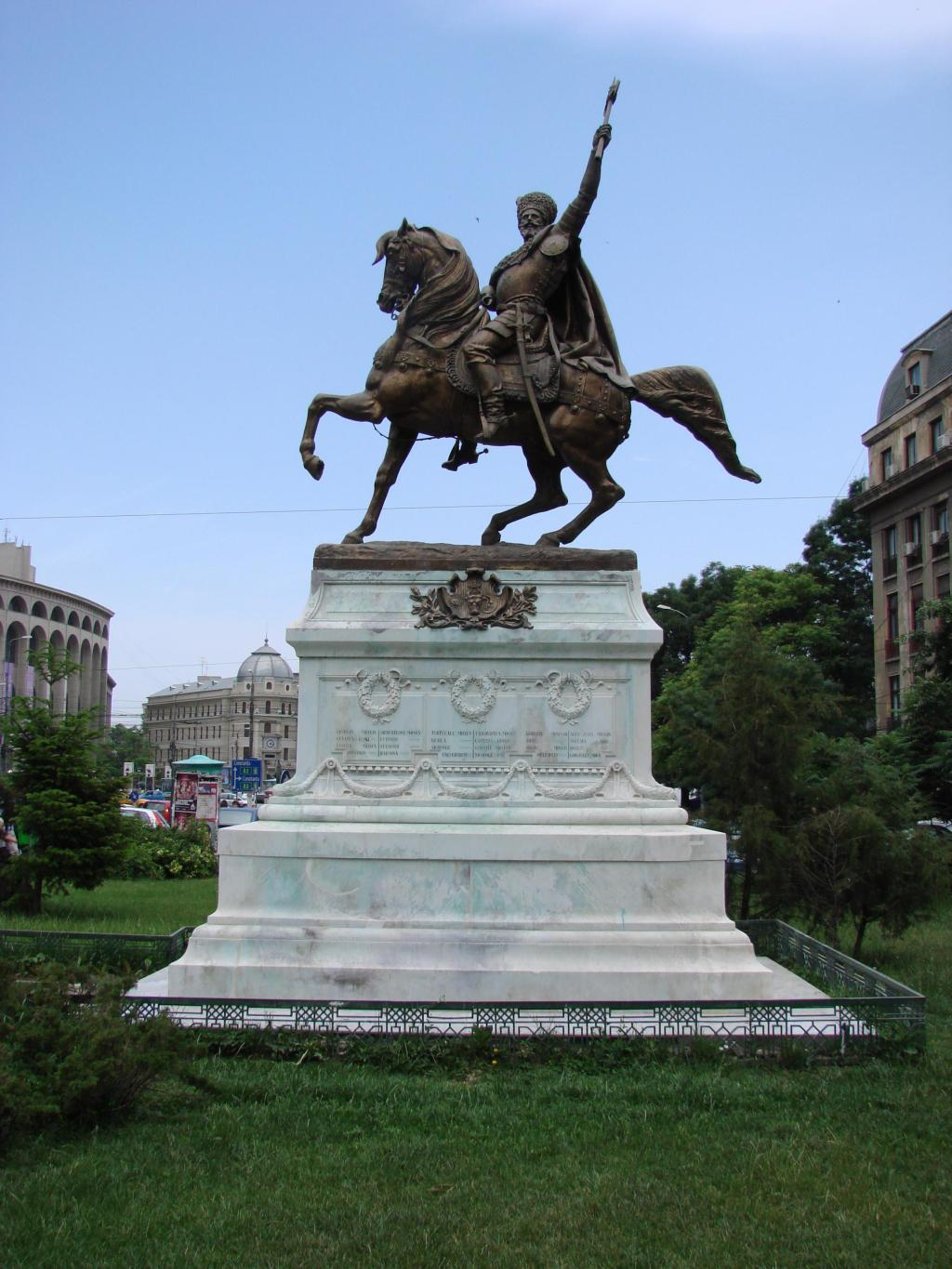
Statuia lui Mihai Viteazul

- 1459: Prima menționare a Bucureștiului, într-un document din cancelaria lui Vlad Țepeș
- 1465: Domnitorul Radu cel Frumos alege cetatea ca reședință domnească a Valahiei.
- 1659: Gheorghe Ghica stabilește capitala Țării Românești la București.
- 1661: Apar primele drumuri pavate cu piatră de râu.
- 1808: Se deschide Hanul lui Manuc, loc în care în 1812 se semnează Tratatul de la București, între Rusia și Turcia. Dupa ce a ars, a fost reconstruit ulterior (in 1968).
- 1827:Librarul Iosif Romanov deschide prima Librărie românească intr-o boltă, in Hanul Sfântul Gheorghe Nou ,„ulița Brașovenilor ,nr.419,vopseaua roșie”,din București.
- 1852: Este inaugurat Teatrul Național.
- 1852: Cafeneaua Capșa a fost înființată de Grigore Capșa sub numele „La doi frați, Anton si Vasile Capșa”. Locația inițială este în fostul Han Damari, peste drum de biserica Zlătari dar se va muta curând in casa Slătineanu, unde a rămas până azi.
- 1872: Este dată în funcțiune prima linie de tramvaie (fără număr). Aceasta circula pe ruta Bariera Mogoșoaiei (astăzi - Piața Victoriei) - Bariera Obor.
- 1875: Se înființează Societatea Studenților în Medicină din București, prima societate studențească din România
- 1894: Este dată în funcțiune prima linie electrică de tramvaie (14). Aceasta circula pe ruta Obor - Cotroceni.
- 1910: A fost montat Podul Grant.
- Anii 1920: se dă în folosință o centrală telefonică automată cu 3.000 de abonați.
- 1922: Este construit din lemn Arcul de Triumf.
- 1925: Este dată in funcțiune prima linie de autobuze. Aceasta circula pe ruta Piața Sf.Gheorghe - Bariera Călărașilor (la intersecția străzilor Călărași și Orzari).
- 1928: Radiodifuziunea începe emisiuni în mod regulat.
- 1929: Este desființată ultima linie de tramvaie cu cai.
- 1933: Este construit Palatul Telefoanelor pe Calea Victoriei.
- 1935 - 1936: Se reconstruiește Arcul de Triumf din beton armat și granit.
- 1936: Sociologul Dimitrie Gusti înființează Muzeul Satului, unul dintre primele muzee etnografice din lume.
- 1936: Se amenajează Parcul Herăstrău pe o suprafață de 187 ha.
- 1937: Este finalizată construcția Palatului Regal (început în 1930).
- 1938, 8 iunie: Se deschide Pavilionul Televiziunii în Parcul Național Carol II (astăzi Parcul Herăstrău).
- 1939: Se inaugurează Academia Militară.
- 1940: Un puternic cutremur de pământ distruge/avariază o parte din zona centrală istorică a Bucureștiului.
- 1944, 4 aprilie: Aliații bombardează orașul.
- 1948: Aeroportul Băneasa își începe activitatea.
- 1949: Este dată în funcțiune prima linie de troleibuze (81). Aceasta circula pe ruta Piața Victoriei - Hipodromul Băneasa (pe locul actual al Casei Presei Libere).
- 1950: Ia naștere primul studiou cinematografic la Buftea
- 1951: Se inaugurează Stadionul Dinamo (capacitate 15.000 de locuri).
- 1953: Se finalizează Complexul Sportiv "23 August", astăzi Stadionul Național Lia Manoliu.
- 1954: Se deschide Opera Română.
- 1955: Se construiește primul autobuz românesc la uzinele Vulcan.
- 1956, 31 decembrie: De revelion se difuzează prima emisiune de televiziune din țară.
- 1957: După cinci ani se termină lucrările de construcție la Casa Scânteii (astăzi Casa Presei Libere).
- 1957: Se deschide Muzeul Literaturii Române.
- 1960: Se inaugurează Sala Palatului (capacitate 3.000 de locuri).
- 1961: Este deschis Circul Globus, cel mai mare circ din țară (capacitate 2.500 de locuri).
- 1961: Se fabrică primele televizoare românești, marca "Electronica".
- 1964: Se înființează Studioul cinematografic "Animafilm".
- 1965: O sală de cinematograf de pe Calea Victoriei este transformată în Teatrul Țăndărică.
- 1970: Se deschide Aeroportul Internațional Otopeni la 17 km de București.
- 1970: Se ridică Hotelul "Intercontinental". A fost cea mai înaltă construcție a capitalei (cu 25 nivele) până în anul 2004.
- 1973: Teatrul Național "I. L. Caragiale" funcționează într-un nou local, în centrul capitalei.
- 1974: Se inaugurează Stadionul Ghencea.
- 1974: Se dă în funcțiune Sala Polivalentă, care devine cea mai mare bază sportivă acoperită din capitală.
- 1976: Se deschide magazinul Unirea.
- 1977, 4 martie: Un cutremur de pământ de intensitate 7.2 pe scara Richter, cu centrul seismic in munții Vrancea, distruge/avariază o mare parte din zona centrală istorică a Bucureștiului.
- 1979: Se inaugurează prima linie de metrou, între Semănătoarea și Timpuri Noi.
- 1981 - 1988: Are loc construcția celei mai întinse clădiri din România, Casa Poporului (actualul Palat al Parlamentului), a doua construcție administrativă din lume ca suprafață construită și acoperită, clădire ce s-a construit prin demolarea clădirilor de pe o suprafață egală cu cea a întinderii Veneției.
- 1990: Se înființează Muzeul Țăranului Român, continuatorul Muzeului de etnografie, artă națională, artă decorativă și industrială înființat la 1 octombrie 1906.
- 1991: Se deschide Muzeul Național Cotroceni, care dispune de un patrimoniu arhitectural deosebit, caracteristic secolului XIX.
- 1994: Este aleasă o nouă stemă pentru Municipiul București.
- 2000: Este ales primar Traian Băsescu (PD).
- 2002: S-a dat în folosință prima linie de metrou ușor din țară (linia de tramvaie 41).
- 2004: Traian Băsescu este reales ca primar în iunie, dar demisionează în decembrie, ca urmare a câștigării alegerilor prezidențiale.
- 2005: Adriean Videanu este ales primar general al capitalei.
- 2007: La 1 decembrie în Piața Unirii este inaugurat Bradul Mileniului, cel mai înalt brad din Europa.
- 2008: Sorin Oprescu este ales primar general al capitalei.
- 2016: Gabriela Firea este aleasă primar general al Bucureștiului.